# T-Mobile Arena
T-Mobile Arena – wielofunkcyjna hala w Paradise k. Las Vegas w stanie Nevada, Stany Zjednoczone. Wybudowana w latach 2014-2016 została oddana do użytku 6 kwietnia 2016. Projektowana i budowana pod nazwą Las Vegas Arena. Obecną nazwę nosi od roku 2016.
W hali od sezonu 2017/2018 swoje mecze rozgrywa drużyna ligi NHL Vegas Golden Knights.